# روبرت وارتون
روبرت وارتون (بالإنجليزية: Robert Wharton)‏ هو سياسي أمريكي، ولد في 12 يناير 1757، وتوفي في 7 مارس 1834.